# هربرت جاغر
هربرت جاغر (بالألمانية: Herbert Jäger)‏ (15 فبراير 1926 - ) هو لاعب كرة قدم ألماني في مركز الدفاع، شارك في الألعاب الأولمبية الصيفية 1952. ولعب مع فورتونا دوسلدورف.

## وصلات خارجية
- هربرت جاغر على موقع عالم كرة القدم.نت (الإنجليزية)
- هربرت جاغر على موقع أوليمبيديا (الإنجليزية)